# Sigizmund Krzhizhanovsky
Sigizmund Dominíkovich Krzhizhanovsky (ruso: Сигизму́нд Домини́кович Кржижано́вский, IPA: [sʲɪɡʲɪzˈmunt dəmʲɪˈnʲikəvʲɪtɕ krʐɨʐɨˈnofskʲɪj], polaco: Zygmunt Krzyżanowski; 11 de febrero [O.S. 30 de enero] de 1887 - 28 de diciembre de 1950) fue un escritor, dramaturgo, filósofo e historiador ruso y soviético, que se describía a sí mismo como "conocido por ser desconocido". Sólo publicó unos pocos relatos y ensayos en vida; la mayoría de sus escritos fueron publicados póstumamente.

## Vida
Krzhizhanovsky estuvo activo entre los literatos de Moscú en la década de 1920, mientras trabajaba para el Teatro de Cámara de Aleksandr Taírov. Varias de las historias de Krzhizhanovsky se dieron a conocer a través de lecturas privadas y algunas publicaciones. Su estilo de escritura podría haber sido influenciado por Robert Louis Stevenson, GK Chesterton, Edgar Allan Poe, Nikolái Gógol, E.T.A. Hoffmann y HG Wells.
En 1929, escribió un guion para la aclamada película de Yákov Protazánov La Fiesta de San Jorgen, pero su nombre no apareció en los créditos. También escribió el guion del largometraje de animación stop-motion de 1935 El nuevo Gulliver del director Aleksandr Ptushkó, pero, nuevamente, no se lo acredita. Uno de sus últimos cuentos, "Dýmchaty bokal" ("El cáliz del color del humo") de 1939, cuenta la historia de un cáliz que milagrosamente nunca se queda sin vino, lo que a veces se interpreta como una alusión irónica a la afición por el alcohol del autor.
Krzhizhanovsky murió en Moscú, pero se desconoce su lugar de enterramiento.

## Obra
En 1976, el académico Vadim Perelmuter descubrió el archivo de Krzhizhanovsky y, en 1989, publicó uno de sus cuentos. A medida que siguieron los cinco volúmenes de sus obras completas, Krzhizhanovsky emergió de la oscuridad como un notable escritor soviético, que pulió su prosa hasta el borde de la poesía. Sus breves parábolas, escritas con abundancia de detalles poéticos y maravillosa fertilidad de inventos, aunque en ocasiones rozan lo caprichoso, a veces se comparan con las ficciones de Jorge Luis Borges. "Quadraturin" (1926), la más conocida de estas historias fantasmagóricas, es un cuento kafkiano en el que la alegoría se encuentra con el existencialismo.